# Gugutka
Gugutka (bulgariska: Гугутка) är ett distrikt i Bulgarien.   Det ligger i kommunen Obsjtina Ivajlovgrad och regionen Chaskovo, i den södra delen av landet, 260 km sydost om huvudstaden Sofia.
Omgivningarna runt Gugutka är en mosaik av jordbruksmark och naturlig växtlighet. Runt Gugutka är det glesbefolkat, med 16 invånare per kvadratkilometer.